# Kaze to ki no uta
Kaze to ki no uta (jap. 風と木の詩; pol. Poemat wiatru i drzew) - publikowana w latach 1976–1984 przez wydawnictwo Shōgakukan, licząca 17 tomów manga autorstwa Keiko Takemiya, uznawana za jedną z pierwszych z gatunku shōnen-ai. Pozycja ta zdobyła w 1980 roku nagrodę nagrodę Shōgakukan Manga dla najlepszej mangi w kategorii shōnen-manga/shōjo-manga.
W listopadzie 1987 r. ukazała się animowana adaptacja mangi w postaci jednego OAV, zatytułowana Kaze to ki no uta Sanctus (jap. 風と木の詩 SANCTUS), a na ścieżce dźwiękowej do tego anime znalazły się m.in. utwory Fryderyka Chopina i Johanna Sebastiana Bacha.

## Fabuła
Akcja mangi rozgrywa się w drugiej połowie XIX wieku w Arles na południu Francji. Jesienią 1882 r. do Lacombrade, ekskluzywnej szkoły z internatem dla chłopców, przybywa nowy uczeń, 14-letni wicehrabia, Serge Battour (jap. セルジュ・バトゥール Seruju Batūru). Sympatyczny, pełen energii i niezwykle uzdolniony chłopiec o egzotycznej urodzie szybko zdobywa uznanie kolegów. Jedynie Gilbert Cocteau (jap. ジルベール・コクトー Jirubēru Kokutō), piękny niczym anioł, lecz mający złą reputację chłopiec dzielący razem z Serge'm ten sam pokój, nie podziela entuzjazmu ogółu i stara się za wszelką cenę pozbyć niepożądanego współlokatora. Serge nie poddaje się jednak i usiłuje zdobyć przyjaźń Gilberta.